# Billy Howle
Billy Howle (Stoke-on-Trent, 9 november 1989) is een Brits acteur.

## Carrière
Howle studeerde aan de Bristol Old Vic Theatre School. Howle maakte zijn acteerdebuut in 2014 in de miniserie New Worlds. Hij speelde mee in Cider with Rosie, Dunkirk en Outlaw King waar hij prins Edward speelde. Hij speelde al mee in meerdere miniseries zoals de hitserie The Serpent.

## Filmografie

### Films
| Jaar | Film                                         | Rol                     |
| ---- | -------------------------------------------- | ----------------------- |
| 2015 | Cider with Rosie                             | Private James Harris    |
| 2017 | The Sense of an Ending                       | Young Tony              |
| 2017 | Dunkirk                                      | Petty Officer           |
| 2017 | On Chesil Beach                              | Edward Mayhew           |
| 2018 | The Seagull                                  | Konstantin              |
| 2018 | Outlaw King                                  | Edward, Prince of Wales |
| 2019 | Star Wars: Episode IX: The Rise of Skywalker | Dathan                  |

### Series
| Jaar | Serie                           | Rol                | Extra  |
| ---- | ------------------------------- | ------------------ | ------ |
| 2014 | New Worlds                      | Joseph             | 2 afl. |
| 2014 | Vera                            | Billy Shearwood    | 1 afl. |
| 2014 | Glue                            | James              | 8 afl. |
| 2016 | The Witness for the Prosecution | Leonard Vole       | 2 afl. |
| 2019 | MotherFatherSon                 | Caden Finch        | 8 afl. |
| 2021 | The Serpent                     | Herman Knippenberg | 8 afl. |